# Розтилиці
Розтилиці (пол. Roztylice) — село в Польщі, у гміні Васнюв Островецького повіту Свентокшиського воєводства.
Населення — 354 особи (2011).
У 1975-1998 роках село належало до Келецького воєводства.

## Демографія
Демографічна структура на день 31 березня 2011 року:
|          | Загалом | Допрацездатний вік | Працездатний вік | Постпрацездатний вік |
| -------- | ------- | ------------------ | ---------------- | -------------------- |
| Чоловіки | 178     | 36                 | 119              | 23                   |
| Жінки    | 176     | 43                 | 93               | 40                   |
| Разом    | 354     | 79                 | 212              | 63                   |